# Државни резерват Шикахог
Државни резерват Шикахог је други највећи шумски резерват у Јерменији, који покрива око 10.330 хектара земље и налази се у јужној Јерменији у провинцији Сјуник. Еколози кажу да на њу углавном није утицала масовна постсовјетска дефорестација у Јерменији због њене удаљене локације и бриге коју показују становници оближњих села.
Државни резерват Шикахогје дом за око 1.100 врста биљака, од којих је 70 регистровано у Црвеној књизи Јерменије и 18 у Црвеној књизи Совјетског Савеза. Фауна Шикахога није у потпуности истражена, али студије су већ откриле ретке врсте животиња као што су леопард, безоар, медвед, шмела, змија и јеж.

## Контроверза о аутопуту
Шикахог је једино место где шума остаје нетакнута. То је дом јединствених врста које се сматрају богатством не само Јерменије, већ и целог света.
Према речима председнице Социјално-еколошког удружења Србухи Харутјуњан, дрвеће у Мтнадзору није посечено само зато што је било ван домашаја, али у овом случају мтнадзорске шуме су суочене са претњом сече.
„Земље којима недостаје природних сировина гледају на наше природне сировине, а ово је једина очувана јединствена шума, која је веома густа и веома корисна и од сировина се могу припремити разне ствари“, каже Артемис Лепејан, председница Савеза жена Светог Сандукхта. „Цела политика се састоји у томе да су они спремни да потроше милионе на овај пут, јер ће на њему зарадити милијарде.